# ميخايلوفسك (ستافروبول كراي)
ميخايلوفسك، ستافروبول كراي (بالروسية: Михайловск) هي إحدى مدن روسيا في الكيان الفدرالي الروسي ستافروبول كراي.

## أعلام
- ماريا ستيبانوفا